# Відгук на наукову роботу
Відгук — це документ, що містить висновки уповноваженої особи (або кількох осіб) чи установи щодо запропонованих на розгляд вистав, фільмів, рукописних робіт; 2) стисла форма письмової оцінки виконаної роботи (курсової, бакалаврської, магістерської кваліфікаційних робіт, кандидатського чи докторського дослідження). За складом реквізитів збігається з рецензією.

Реквізити відгуку такі:

1. Назва документа.

2. Заголовок, що містить:

• назву роботи;

• прізвище, ім'я та по батькові її автора;

• рік написання;

• кількість сторінок.

3. Текст, що містить:

• вступ;

• стислий виклад змісту роботи;

• критичні зауваження;

• висновок з пропозиціями.

4. Підпис, що завіряється печаткою.

5. Дата.

## Вимоги до оформлення відгуку на наукову роботу
Відгук складається у довільній формі з обов’язковим висвітленням наступних питань:
- актуальність обраної теми;
- новизна роботи та ступінь її складності;
- найцікавіші в науковому, технічному і практичному відношенні розділи роботи та можливість їх використання у тієї чи іншої організації;
- найважливіші теоретичні і практичні результати;
- практична цінність;
- загальні висновки.

У відгуку подаються зауваження щодо змісту та оформлення наукової роботи, її завершеності в цілому, а також робиться висновок щодо її відповідності встановленим вимогам.